# Benais
Benais – miejscowość i gmina we Francji, w Regionie Centralnym, w departamencie Indre i Loara.
Według danych na rok 1990 gminę zamieszkiwały 862 osoby, a gęstość zaludnienia wynosiła 43 osoby/km² (wśród 1842 gmin Regionu Centralnego Benais plasuje się na 460. miejscu pod względem liczby ludności, natomiast pod względem powierzchni na miejscu 660.).